# توچنیه
توچنیه (به لاتین: Tuchanie) یک منطقهٔ مسکونی در لهستان است که در Gmina Dubienka واقع شده‌است.